# Opel RAK 1
Opel RAK 1 var ett tyskt raketflygplan konstruerat av Julius Hatry i slutet av 1920-talet.
Opel RAK 1 var världens första från grunden konstruerade raketflygplan. Ett år före Opel RAK 1 flög visserligen Lippisch Ente men det var ett segelflygplan som modifierades för att kunna drivas med raketer.

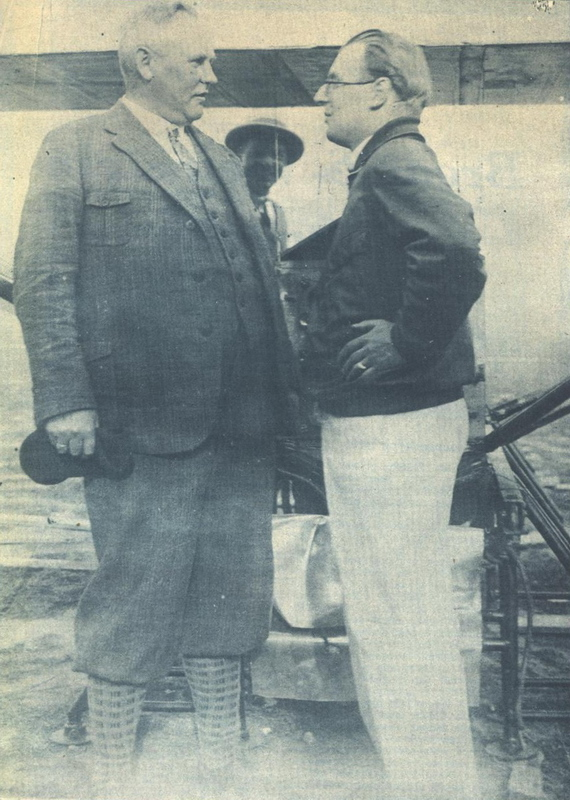
Fritz von Opel (right) and Friedrich Sander (left) in front of Opel RAK.1

Fritz von Opel som experimenterat med raketdrift för bilar för Opels räkning blev av Alexander Lippisch rekommenderad att samarbeta med Hatry om utvecklandet av ett nytt flygplan som kunde drivas med raketer.
Hatry konstruerade flygplanet enligt dåtidens segel- och glidflygplanskonstruktioner. Flygplanet var högvingat monoplan med en enda lång vinge. Under vingens mittpunkt hängde en flygplanskropp som var fäst med fyra stöttor mot vingens undersida. Stabilisatorn bars upp av en balk från vingen och var placerad i samma höjd som vingen för att inte skadas av det varma utblåset från raketerna. Flygplanskroppen gav plats för en pilot, bakom piloten var 16 raketer monterade. Flygplanskroppen bakkant var i nivå med vingens bakkant, från flygplanskroppen löpe två stag upp till stabilisatorn. Flygplanet som saknade hjul använde en skida som landställ.
von Opel flög flygplanet första gången 30 september 1929 inför en stor folkmassa utanför Frankfurt am Main. Han lyckades under en 75 sekunder lång flygning flyga en sträcka på drygt 1,5 kilometer.
Vid landningen satte han ner flygplanet hårt, och det blev så illa skadat att det inte kunde repareras. von Opel funderade på att låta bygga ytterligare ett raketdrivet flygplan, men när Max Valier omkom under utprovning av en raket tappade han intresset för vidare försök. 
Flygplanet har haft stora namnproblem genom tiderna och namges under olika namn i böcker, Friedrich Sander som tillverkade raketerna till flygplanet fick äran att få flygplanet namngett som Opel-Sander RAK 1. von Opel själv ansåg att namnet borde vara RAK 3 för att man inte skulle förväxla namnet med bilarna RAK 1 och RAK 2. Hatry ansåg att hans namn borde vara med, slutligen löste man namproblemet med att samtliga namn finns med. På Flygplanskroppen målades med stora bokstäver OPEL samt med något mindre text SANDER RAK och slutligen på fenorna HARTY FLUGZEUG